# James Speyer

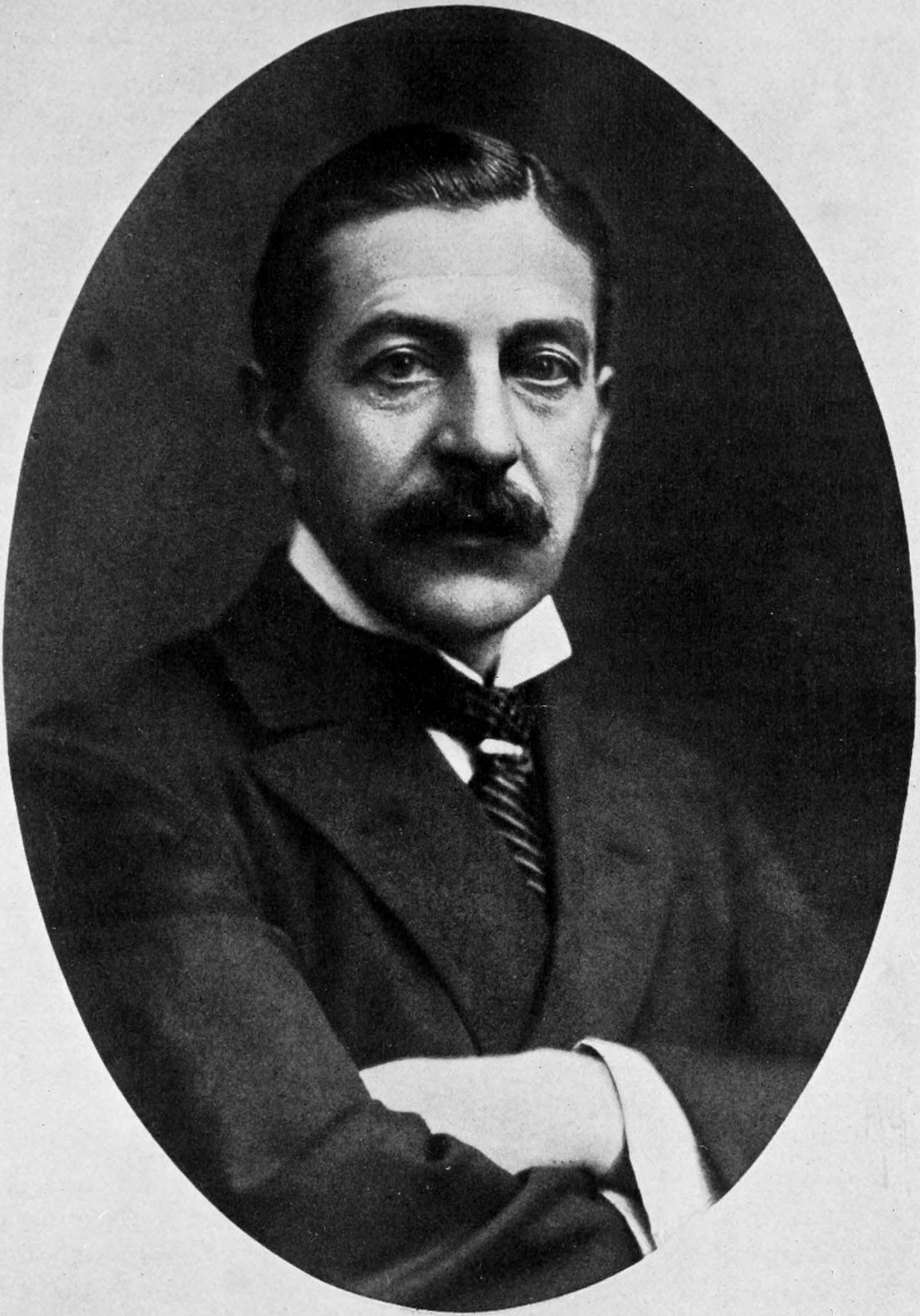
James Speyer

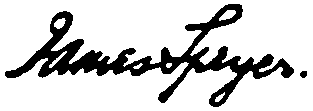
Unterschrift

James Joseph Speyer (* 22. Juli 1861 in New York City; † 31. Oktober 1941 ebenda) war ein US-amerikanischer Bankier aus New York City. Speyer war eine bekannte Persönlichkeit der Wall Street. Seine Firma Speyer & Co. war bis zu ihrer Auflösung 1939 bekannt. Speyer war in vielen sozialen, pädagogischen und kulturellen Vereinigungen in New York City aktiv.

## Leben
Speyer entstammte dem Frankfurter Zweig der Bankiersfamilie Speyer. Er wurde in Frankfurt am Main ausgebildet und wurde 1883 Teilhaber der Familienbank Lazard Speyer-Ellissen. Anschließend arbeitete er in den Zweigstellen in Paris und London, bevor er 1885 in New York der Speyer & Co.-Bank beitrat. Er wurde 1899 Vorsitzender des Familienunternehmens und arbeitete im Vorstand vieler anderer Banken und Treuhandgesellschaften. 1897 heiratete er Ellin Lowery. Speyer arbeitete bei Collis P. Huntington und kümmerte sich dort um Eisenbahngeschäfte in Mexiko, London und den Philippinen.
Nach dem Ersten Weltkrieg begann für Speyer & Co. der Abstieg. Als Deutscher, der auch für Deutschland eintrat, musste die Zweigstelle in London schließen. Während der Zwischenkriegszeit sorgten zusätzlich sinkende Werte von Eisenbahn-Aktien, die Rolle der USA als Gläubigernation und der Antisemitismus in Deutschland für den Abstieg. Auch der autoritäre Führungsstil von Speyer und seine vielen Interessen, die ihm wenig Zeit für Bankgeschäft ließen trugen bei. 1938 ging er in Rente. 1939 stellte die New Yorker Zweigstelle ihren Betrieb ein.

## Mäzenatentum
Speyer war setzte sich als Mäzen unter anderem in der Provident Loan Society, im Museum of the City of New York und der Organisation Tammany Hall ein.
Er war 1907 Mitbegründer des Economic Club of New York und 1911 des American Museum of Safety. Während des Ersten Weltkriegs setzten Speyer und seine Frau sich für Soldaten in New York ein. Zu weiteren geförderten Anstalten gehörte das Ellin Prince Tierkrankenhaus, der United Hospital Fund und die New York World’s Fair 1939, bei der er im Finanzkomitee saß.
Speyer war ein Gegner der Prohibition in den Vereinigten Staaten. Diese Einstellung stand im Widerstand zu seiner Arbeit für die Heilsarmee, die Alkohol grundsätzlich ablehnte.